# João Pedro Gustin
João Pedro Gustin (Araraquara, 27 de janeiro de 1935, Belo Horizonte, 20 de abril de 2019) foi um advogado e político brasileiro do estado de Minas Gerais.

Foi deputado estadual de Minas Gerais por cinco legislaturas consecutivas, da 7ª à 11ª legislatura (1971 - 1991).

Em seus três primeiros mandatos na Assembleia, foi eleito pela ARENA, nas duas últimas foi eleito respectivamente pelo PDS e pelo PFL.
João Gustin foi um dos fundadores nacionais do PSDB.

Ao deixar a Assembleia, foi secretário de Governo e de Ação Social da Prefeitura de Belo Horizonte, no início dos anos 1990. Durante o governo Eduardo Azeredo, foi Secretário da Casa Civil do Estado de Minas Gerais e assessor político do governador. Após o fim do mandato de Azeredo, passou a se dedicar à advocacia e mantinha um escritório em Belo Horizonte.

Foi casado com Miracy Barbosa Gustin.